# Cantharocnemis livingstonii
Cantharocnemis livingstonii es una especie de escarabajo longicornio del género Cantharocnemis, tribu Cantharocnemini, orden Coleoptera. Fue descrita científicamente por Westwood en 1866.
El período de vuelo ocurre durante el mes de diciembre.

## Descripción
Mide 31-41 milímetros de longitud.

## Distribución
Se distribuye por Botsuana, Etiopía, Uganda, Malaui, República de Sudáfrica, Tanzania, Zambia, Zanzíbar y Zimbabue.